# Verein zur Förderung der Demokratie und Weltoffenheit
Der Verein zur Förderung der Demokratie und Weltoffenheit bezeichnet sich auch als „Bündnis für Demokratie und Weltoffenheit Kloster Veßra“ und ist „ein Zusammenschluss demokratisch gesinnter Einwohner*innen aus Kloster Veßra, Themar und Umgebung“, der auf das seit 2015 starke Anwachsen extrem rechter Aktivitäten in der südthüringer Region gründet. Der Verein hat seinen Sitz in Themar, Landkreis Hildburghausen in Thüringen.

## Aktivitäten des Bündnisses
Das Bündnis für Demokratie und Weltoffenheit Kloster Veßra gründete sich 2015. Der Verein ist am Thüringer Amtsgericht Hildburghausen registriert. 2017 trat Thomas Jakob dem Bündnis bei und organisiert seitdem als Bündnissprecher mit dem Bündnis in Themar, Kloster Veßra und der Region kulturelle Veranstaltungen als auch Gegenprotest zu den rechtsradikalen Entwicklungen in der Region. Thomas Jacob meinte dazu in der Sendung 37° des ZDF, dass es nicht nur Protest gegen Rechts braucht. Auch Aktivität ist für die Region wichtig, wie z. B. Lesungen durchzuführen und Vielfalt zu zeigen was die Region kann. Er sieht das als Beispiele um die regionale Kultur zu vermitteln und die Demokratie zu stärken (siehe Abs. Film und Radio).

## Auszeichnungen
Die SPD zeichnete 2019 das Bündnis für Demokratie und Weltoffenheit Kloster Veßra für sein außergewöhnliches zivilgesellschaftliches Engagement mit dem Regine-Hildebrandt-Preis aus.
Am 23. Mai 2023, dem Tag des Grundgesetzes, zeichneten der Bundespräsident Frank-Walter Steinmeier und die Bundesinnenministerin Nancy Faeser fünf Botschafterinnen und Botschafter für Demokratie und Toleranz aus. Thomas Jakob mit dem „Bündnis für Demokratie und Weltoffenheit Kloster Veßra“ erhielten diese Auszeichnung. Die Bundeszentrale für politische Bildung stellte dazu einen Kurzfilm über Thomas Jakob & Bündnis für Demokratie und Weltoffenheit Kloster Veßra als Download zur Verfügung.

## Film und Radio
- 2019, Deutschlandfunk Kultur, Radiosendung mit dem Titel Ein Dorf zeigt Gesicht gegen Rechts (Kloster Veßra)[5][6]
- 2023, Bundeszentrale für politische Bildung, Kurzfilm über Thomas Jakob & Bündnis für Demokratie und Weltoffenheit Kloster Veßra[4]
- 2023, ZDF, Dokumentation, das Bündnis in der Sendung 37 Grad mit dem Titel „Unser Nachbar, der Neonazi“ (auch „Mein Nachbar, der Neonazi“)[7]
- 2024, Deutschlandfunk Kultur, Radiosendung Kompressor mit dem Titel Kloster Veßra: Kulturarbeit gegen Neonazi-Gasthof[8]